# セゾン投信
セゾン投信株式会社（セゾンとうしん、英文名称SAISON ASSET MANAGEMENT CO.,LTD.）は、日本の投資信託委託会社。現在の代表者は園部鷹博。
2006年6月12日設立。当初は株式会社クレディセゾンの100％出資子会社であったが、2014年9月に日本郵便が40％を取得している。
投資信託の販売は自社で行っている（直販投信）が、証券会社や銀行の一部、セゾンポケットでも販売されるようになった。一部金融機関では個人型確定拠出年金（iDeCo）でセゾン投信の投資信託の販売が行われている。設立以来「セゾン・グローバルバランスファンド」（旧名セゾン・バンガード・グローバルバランスファンド）、「セゾン資産形成の達人ファンド」を、2022年から「セゾン共創日本ファンド」を運用、販売している。
平成26年3月31日決算では累損10億円。営業開始以来、当期利益は連続赤字。平成27年3月期の決算で単年度黒字化。リッパーファンドアワードジャパン2016最優秀ファンド賞を受賞。R&Iファンド大賞を3年連続受賞。

## 沿革
- 2006年（平成18年）- 6月12日、会社設立。
- 2014年（平成26年）- 11月26日、日本郵便と資本・業務提携を行うと発表、日本郵便が40％を取得した[6][7]。
- 2020年（令和2年）- 6月23日、取締役会で、創業者の中野晴啓が代表取締役会長となり、代表取締役社長に園部鷹博が就任することを決定した[8]。
- 2023年（令和5年）- 6月28日、中野晴啓が代表取締役会長CEOから退任した[9]。

## 運用ファンドについて
2007年 「セゾン・バンガード・グローバルバランスファンド」「セゾン資産形成の達人ファンド」の設定開始
2015年 「セゾン・バンガード・グローバルバランスファンド」の純資産残高が1000億円を突破した
。
2017年 2ファンドの合計運用資産総額が2,000 億円を突破した
。
2020年 2ファンドの合計運用資産総額が3,000 億円を突破した
。
2020年 「セゾン資産形成の達人ファンド」の純資産残高が1,000億円を突破した
。
2021年 2ファンドの合計運用資産総額が4,000 億円を突破した
。
2021年 「セゾン・バンガード・グローバルバランスファンド」の純資産残高が3,000億円を突破した
。
2022年 「セゾン共創日本ファンド」の設定を開始
。
2022年 3ファンドの合計運用資産総額が5,000 億円を突破した
。
2022年 「セゾン資産形成の達人ファンド」の純資産残高が2,000億円を突破した
。
2022年 「セゾン・バンガード・グローバルバランスファンド」を「セゾン・グローバルバランスファンド」に名称変更。
2023年 3ファンドの合計運用資産総額が6,000 億円を突破した。
2023年 「セゾン・グローバルバランスファンド」の純資産残高が4,000億円を突破した
。
2023年 3ファンドの合計運用資産総額が7,000 億円を突破した。